# 희영
희영(Hee Young)은 대한민국의 여성 싱어송라이터이다. 본명은 강희영이다.

## 음악 활동
14세에 미국 뉴욕으로 유학을 갔으며 현재 파스텔뮤직소속 뮤지션으로 뉴욕과 서울을 오가면서 활동하는 싱어송라이터이다.

## 발매 앨범
- So Sudden(EP 1집)
- 4 Luv(정규 1집)
- Sleepless Night(정규 2집)

## 참여 앨범
- 사랑의 단상 Chapter 3 : Follow you, follow me
- 레인보우 로즈 OST
- Pastel Music Sampler Vol.6